# أيام يوليو

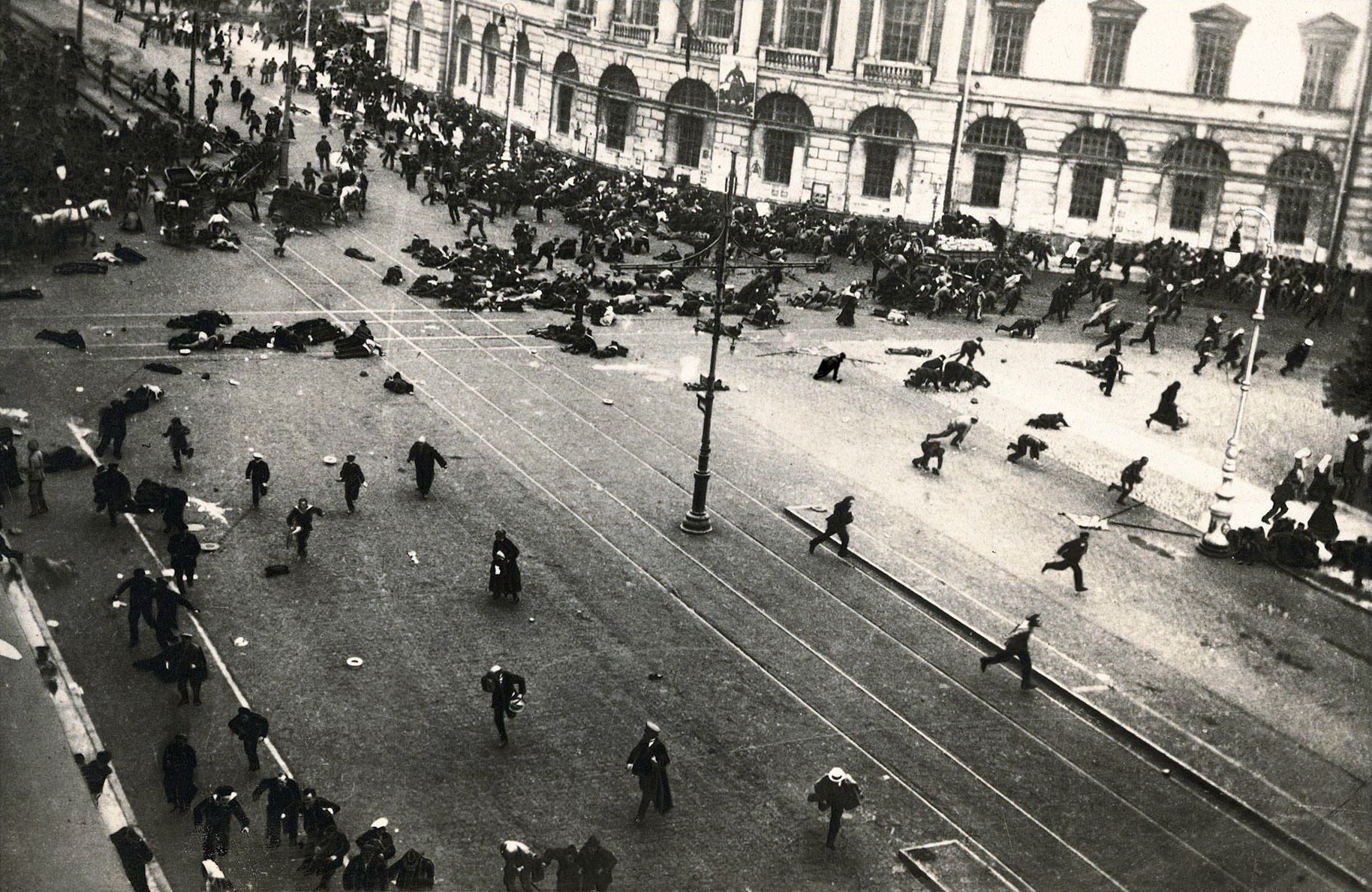
مظاهرة في شارع نيفسكي بروسبكت، بعد أن أطلقت قوات الحكومة المؤقتة النار بالرشاشات.

يعود مصطلح أيام يوليو إلى مرحلة الاضطرابات التي حصلت في بتروغراد، روسيا، في الفترة ما بين 16-20 يوليو 1917 [ما يوافق 3-7 يوليو من التقويم القديم]. تميزت هذه المرحلة بخروج مظاهرات مسلحة عفوية، نفذها جنود وبحارة وعمال صناعيون ضد الحكومة الروسية المؤقتة. اتسمت المظاهرات بكونها أكثر غضبًا وعنفًا من تلك التي شهدتها ثورة فبراير قبل أشهر.
ألقت الحكومة المؤقتة باللوم على البلاشفة في أعمال العنف التي أحدثتها أيام يوليو، وفي حملة قمع لاحقة على الحزب البلشفي، فرقت صفوف الحزب، واعتقل العديد من قياداته. هرب فلاديمير لينين إلى فنلندا، بينما اعتقل ليون تروتسكي. أدت أيام يوليو إلى تراجع قوة ونفوذ البلاشفة لفترة مؤقتة في الفترة التي سبقت ثورة أكتوبر.

## الخلفية

### تزايد الدعم للحزب البلشفي
ألقى لينين أطروحات أبريل في أبريل 1917، أيد فيها طبقة العمال والكادحين وحقهم بالقضاء على البرجوازية، وإطاحة الحكومة المؤقتة، والاستيلاء على السلطة. استقبلت فكرة التمرد البروليتاري المسلح التي أعلنها لينين بالغضب، تزايدت شعبيتها مع مرور الوقت وبحلول يوليو تحدث البلاشفة عن الإطاحة بالحكومة المؤقتة البرجوازية.
انتشرت مذكرة دبلوماسية أرسلها بافيل ميليوكوف بعد وقت قصير من خطاب لينين، في 18 أبريل 1917، وكشفت دعم الحكومة المؤقتة لمواصلة الحرب، على الرغم من ادعائها علنًا بخلاف ذلك. اندلعت نتيجة لذلك مظاهرات شعبية حاشدة للتعبير عن السخط. أدخلت تعديلات على الحكومة المؤقتة في أعقاب هذه المظاهرات. تألفت الحكومة في ذلك الوقت من الليبراليين بشكل أساسي، تضمن التعديل إدخال الاشتراكيين الثوريين، ما أدى إلى تشكيل حكومة ائتلافية. رفض البلاشفة المشاركة في التحالف، وكانوا الفصيل الاشتراكي الوحيد الذي خرج من هذه الأحداث دون تأثير سلبي على استمرار التدخل الروسي في الحرب، وعرفوا حينها باسم أزمة أبريل. حصل البلاشفة على دعم كبير من الجنود، الذين كانوا يشعرون بالإحباط المتزايد تجاه الحكومة المؤقتة.
حصل الحزب البلشفي في أعقاب أحداث أبريل على دعم الجنود والعمال في المقام الأول، انتقد البلاشفة الحكومة المؤقتة بصوت عالٍ. دعم الفلاحون الاشتراكيين الثوريين، الذين ركزوا على مسألة إصلاح الأراضي وتوزيعهاوبشكا أساسي.
مثلت قاعدة كرونشتاد البحرية التي كانت تحت تأثير البلاشفة مصدر قلق للحكومة المؤقتة. أصبح سوفييت كرونشتاد السلطة الرئيسية في المدينة في وقت مبكر من مايو 1917. لعب نائب رئيس مجلس كرونشتاد فيودور راسكولنيكوف دورًا مهمًا في انتقال بحارة كرونشتاد إلى جانب البلاشفة في ذلك الوقت.
استغل البلاشفة المشاعر الاشتراكية المناهضة للرأسمالية، ووسعوا نطاق الشكوك إلى الحلفاء البريطانيين والفرنسيين، كطريقة لتفسير استمرار الحكومة البرجوازية في إقحام روسيا في هذه الحرب. أدى الاستياء المتزايد من تقاعس الحكومة المؤقتة فيما يتعلق بإصلاح الأراضي، والإصلاح الصناعي، ووقف الحرب، ونقص الغذاء إلى تزايد المطالبة بتشكيل حكومة اشتراكية بالكامل. ارتفعت الأصوات التي استخدمت الشعار الشعبي «كل السلطة للسوفيات» منذ أبريل  بدعم من الحزب البلشفي وأطروحات لينين في أبريل.

### هجوم كيرينسكي
سمح وزير الحرب آنذاك ألكسندر كيرينسكي بشن هجوم عسكري على الجبهة الشرقية في أواخر يونيو/حزيران 1917، في محاولة لتعزيز المجهود الحربي. بدأ الهجوم في 18 يونيو 1917 واستمر حتى 6 يوليو 1917، بالتزامن مع أيام يوليو. انتصر الجنود الروس في البداية على القوات النمساوية المجرية، لكن سرعان ما بدأت القوات الألمانية هجومًا مضادًا دمر الجيش الروسي. قوبل الهجوم في الداخل باستياء وغضب شديدين، ما خلق تأثيرًا معاكسًا لما كانت تنويه الحكومة، وبدلًا من خلق الدعم للحكومة المؤقتة، استمرت الفوضى على الجبهة وتزايد عدم الرضا عن الحكومة وسياساتها الكارثية. كان البلاشفة هم الفصيل السياسي الوحيد الذي عارض الهجوم، بعد التحالف الذي فرضته أحداث أبريل.

### أزمة الحكومة
واجهت الحكومة المؤقتة أزمة في الفترة التي سبقت أيام يوليو أدت إلى تعديل تشكيل الحكومة لاحقًا. عارض حزب كاديت الليبرالي إخفاقات الحكومة، وانتقد سياساتها غير الفعالة وفشلها في اتخاذ الإجراءات اللازمة. انسحب أربعة وزراء من حزب الكاديت من الحكومة الائتلافية في 2 يوليو، تاركين الحكومة المؤقتة المكونة أساسًا من الاشتراكيين اليساريين المعتدلين. أعلن رئيس الوزراء جورجي لفوف نيته في الاستقالة في 7 يوليو/تموز أيضًا.

## المظاهرات
خطط فوج المدفع الرشاش تنفيذ المظاهرات في صباح يوم 3 يوليو 1917. انتخبوا لجنة للمساعدة في تمثيل الموارد وجمع الدعم، بمساعدة ناشطين من حزب البلاشفة. اندلعت المظاهرات في بتروغراد في مساء يوم 3 يوليو. سار الجنود المسلحون بقيادة فوج الرشاش الأول في الشوارع، وسرعان ما انضم العمال وفرق أخرى من الجنود أثناء سيرهم إلى قصر توريد. وسار المتظاهرون تحت شعار «كل السلطة للسوفيات». أطلق الجنود نيران بنادقهم في الهواء واستولوا على المركبات طوال اليوم.
استمرت الاحتجاجات في اليوم التالي، 4 يوليو، وانضم إليها المزيد من الجنود والعمال، بما في ذلك فرقة من إحدى القواعد البحرية القريبة. أصبح المتظاهرون أكثر عنفًا، اقتحموا الشقق وأطلقوا النار، وهاجموا المارة الأثرياء. طالبت الحشود خارج قصر توريد برؤية مسؤول حكومي. أرسل القادة السوفييت فيكتور تشيرنوف، الذي حاول تهدئة الحشد، وانتهى الأمر بالقبض عليه، استمر الحشد في احتجاز تشيرنوف كرهينة حتى شق تروتسكي طريقه عبر الحشد ودفعهم على إطلاق سراح الرجل.
حاول المتظاهرون، ومعظمهم من أنصار البلاشفة، الحصول على دعم من الحزب البلشفي. تجمعوا بالقرب من المقر البلشفي، ولكن لينين رفض رؤيتهم بدايةً. ألقى بعدها خطابًا قصيرًا، ورفض منحهم الدعم، وسرعان ما سحب الحزب البلشفي مساعداته بعد فترة وجيزة. تفرق المتظاهرون بعدها بغياب القيادة الداعمة.
دعا القادة السوفييت إلى اجتماع مغلق في منتصف ليل الثالث من يوليو/تموز، خلص الإجماع على أنهم لن يضطروا إلى الاستيلاء على السلطة، وألقوا اللوم على البلاشفة في اندلاع المظاهرات. لم يكن واضحًا ما إذا كانت المظاهرات عفوية أو أنها من تنسيق الحزب البلشفي. رفض الحزب البلشفي تقديم الدعم العلني للمظاهرات في كلتا الحالتين.
أرسلت السلطات العسكرية قواتها ضد المتظاهرين، ما أدى إلى اعتقال العديد من الأشخاص وأردى بمئات من القتلى بسبب أعمال العنف في الشوارع. أيد الاشتراكيون الثوريون والمناشفة الإجراءات العقابية ضد المتمردين. بدأوا في نزع سلاح العمال، وحل الوحدات العسكرية الثورية، وتنفيذ الاعتقالات.  دمرت مكاتب ومطبعة برافدا ومقر اللجنة المركزية البلشفية في الفترة من 5 إلى 6 يوليو. أصدرت الحكومة المؤقتة أمرًا بالقبض على لينين في 7 يوليو. وصلت القوات الموالية للنظام إلى بتروغراد في في 8 يوليو.

## المشاركة البلشفية

### القيادة البلشفية
برز من بين قادة البلاشفة خلال أيام يوليو فلاديمير لينين، إلى جانب ليون تروتسكي، وغريغوري زينوفييف، وليف كامينيف. لا تزال مسؤولية القيادة في أحداث أيام يوليو محل نقاش، اتهم البلاشفة والسوفييت بتورطهم بالأحداث على مراحل مختلفة. ضمت حشود المتظاهرين أعدادًا كبيرةً من الجنود، والبحارة، وعمال المصانع، وتميزوا بكثرة العدد وضعف التنسيق والقيادة من قبل البلاشفة والسوفييت.  طرح البلاشفة شعارات متعددة مثل «كل السلطة للسوفيات»، لم تحقق أيام يوليو الوصول للسلطة بالنسبة للينين، على الرغم من مهاراتها السياسية ودعوته إلى الأرض والخبز والسلام. على الرغم من وجود جدل حول نوايا البلاشفة خلال أيام يوليو، لكن حال ضعف القيادة من الوصول إلى السلطة.